# Municipis de Bulgària

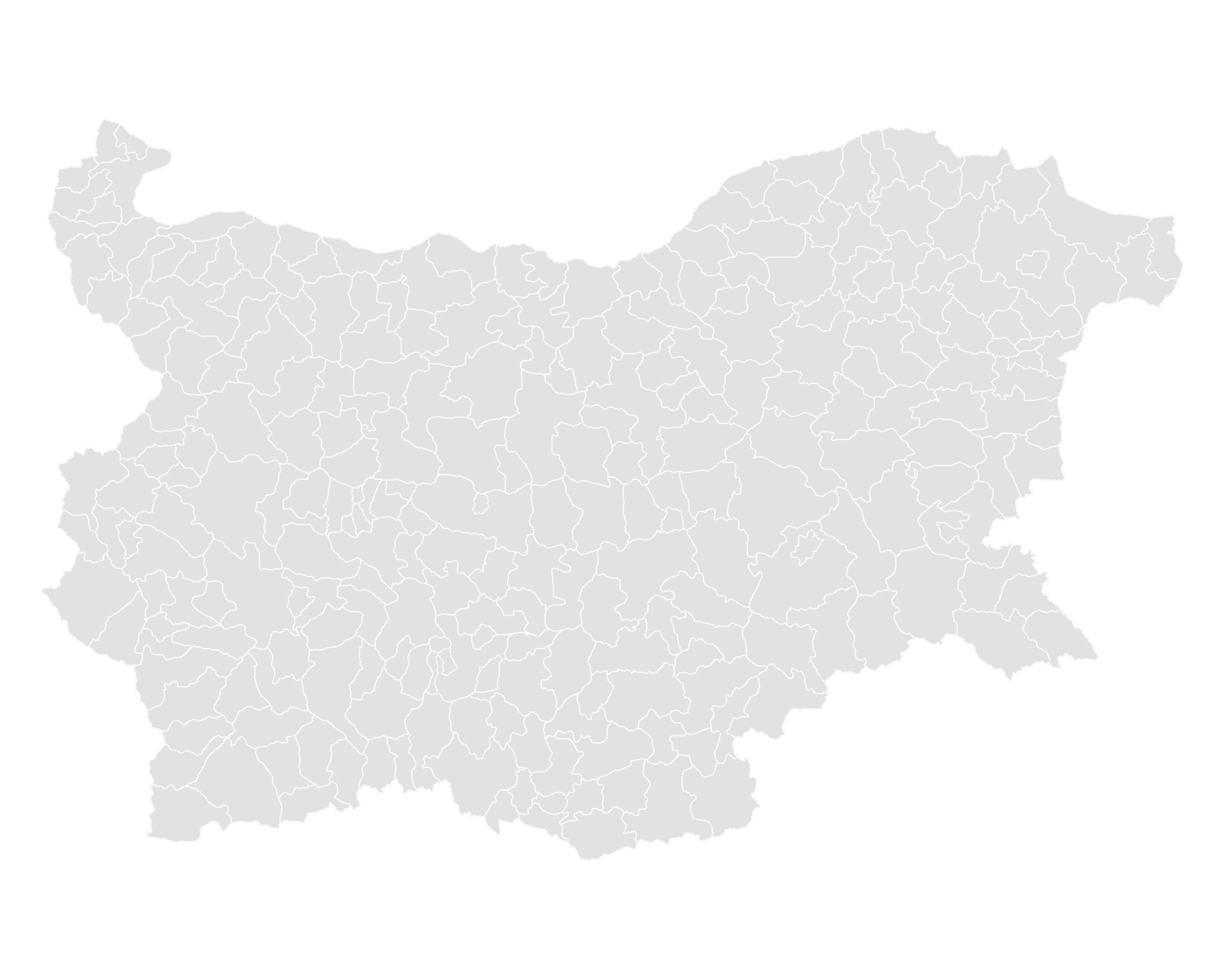
Municipis de Bulgària

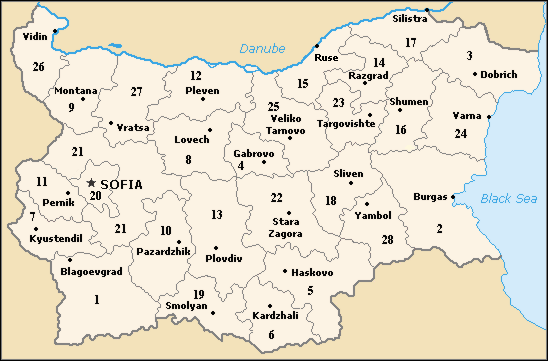
Províncies de Bulgària

Les 28 províncies de Bulgària estan dividides en 265 municipis (община, obshtina). Els municipis típicament comprenen múltiples ciutats, pobles i viles i és governat per un alcalde que és elegit per vot de majoria popular per a quatre anys, i un consell municipal que és elegit utilitzant representació proporcional també per a quatre anys. La creació de municipis nous requereix que han de ser creats en un territori amb una població de com a mínim 6.000 habitants i creat al voltant d'una ubicació designada. També han de ser anomenats després de la ciutat que serveix com a centre administratiu del territori, entre altres criteris.
L'ajuntament d'un municipi també té permís per crear subdivisions administratives: ajuntaments (kmetstvo), entitats de població (naseleno myasto), i districtes electorals o districtes (rayon). Els Ajuntaments són liderats per alcaldes elegits i comprenen típicament una o més viles o pobles; han de contenir una població d'almenys 250 persones. Les entitats de població són regides per un director fixat per l'alcalde d'un municipi i així té menys responsabilitats i menys poder que un alcalde; han de tenir una població de menys que 150. Els districtes electorals són regits per alcaldes elegits i ha d'incloure una població de com a mínim 25.000; la seva creació és requerida dins dels tres municipis més poblats de Bulgària.

## Província de Blagòevgrad
1. Municipi de Bansko (ciutat principal: Bansko)
2. Municipi de Belitsa (ciutat principal: Belitsa)
3. Municipi de Blagòevgrad (ciutat principal: Blagòevgrad)
4. Municipi de Garmen (vila principal: Garmen)
5. Municipi de Gotse Dèltxev (ciutat principal: Gotse Dèltxev)
6. Municipi de Hadjidímovo (ciutat principal: Hadjidímovo)
7. Municipi de Kresna (ciutat principal: Kresna)
8. Municipi de Pètritx (ciutat principal: Petrich)
9. Municipi de Razlog (ciutat principal: Razlog)
10. Municipi de Sandanski (ciutat principal: Sandanski)
11. Municipi de Satovcha (vila principal: Satovcha)
12. Municipi de Simitli (ciutat principal: Simitli)
13. Municipi de Strumyani (vila principal: Strumyani)
14. Municipi de Iakoruda (ciutat principal: Iakoruda)

## Província de Burgàs
1. Municipi d'Aitos (ciutat principal: Aitos)
2. Municipi de Burgàs (ciutat principal: Burgàs)
3. Municipi de Kameno (ciutat principal: Kameno)
4. Municipi de Karnobat (ciutat principal: Karnobat)
5. Municipi de Malko Tarnovo (ciutat principal: Malko Tarnovo)
6. Municipi de Nesebar (ciutat principal: Nesebar)
7. Municipi de Pomòrie (ciutat principal: Pomòrie)
8. Municipi de Primorsko (ciutat principal: Primorsko)
9. Municipi de Ruen (vila principal: Ruen)
10. Municipi de Sozòpol (ciutat principal: Sozòpol)
11. Municipi de Sredets (ciutat principal: Sredets)
12. Municipi de Sungurlare (ciutat principal: Sungurlare)
13. Municipi de Tsàrevo (ciutat principal: Tsàrevo)

## Província de Dòbritx
1. Municipi de Balchik (ciutat principal: Balchik)
2. Municipi de Dobrich (ciutat principal: Dobrich)
3. Municipi de Dobrichka (ciutat administrativa: Dobrich)
4. Municipi de General Toshevo (ciutat principal: General Toshevo)
5. Municipi de Kavarna (ciutat principal: Kavarna)
6. Municipi de Krushari (vila principal: Krushari)
7. Municipi de Shabla (ciutat principal: Shabla)
8. Municipi de Tervel (ciutat principal: Tervel)

## Província de Gàbrovo
1. Municipi de Dryanovo (ciutat principal: Dryanovo)
2. Municipi de Gabrovo (ciutat principal: Gabrovo)
3. Municipi de Sevlievo (ciutat principal: Sevlievo)
4. Municipi de Tryavna (ciutat principal: Tryavna)

## Província de Haskovo
1. Municipi de Dimitrovgrad (ciutat principal: Dimitrovgrad)
2. Municipi de Harmanli (ciutat principal: Harmanli)
3. Municipi de Haskovo (ciutat principal: Haskovo)
4. Municipi de Ivaylovgrad (ciutat principal: Ivaylovgrad)
5. Municipi de Lyubimets (ciutat principal: Lyubimets)
6. Municipi de Madzharovo (ciutat principal: Madzharovo)
7. Municipi de Mineralni Bani (vila principal: Mineralni Bani)
8. Municipi de Simeonovgrad (ciutat principal: Simeonovgrad)
9. Municipi de Stambolovo (vila principal: Stambolovo)
10. Municipi de Svilengrad (ciutat principal: Svilengrad)
11. Municipi de Topolovgrad (ciutat principal: Topolovgrad)

## Província de Iàmbol
1. Municipi de Bolyarovo (ciutat principal: Bolyarovo)
2. Municipi d'Elhovo (ciutat principal: Elhovo)
3. Municipi de Straldzha (ciutat principal: Straldzha)
4. Municipi de Tundzha (ciutat administrativa: Tundzha)
5. Municipi de Iàmbol (ciutat principal: Iàmbol)

## Província de Kardjali
1. Municipi de Ardino (ciutat principal: Ardino)
2. Municipi de Chernoochene (vila principal: Chernoochene)
3. Municipi de Dzhebel (ciutat principal: Dzhebel)
4. Municipi de Kardzhali (ciutat principal: Kardzhali)
5. Municipi de Kirkovo (vila principal: Kirkovo)
6. Municipi de Krumovgrad (ciutat principal: Krumovgrad)
7. Municipi de Momchilgrad (ciutat principal: Momchilgrad)

## Província de Kiustendil
1. Municipi de Boboshevo (ciutat principal: Boboshevo)
2. Municipi de Bobov Dol (ciutat principal: Bobov Dol)
3. Municipi de Dupnitsa (ciutat principal: Dupnitsa)
4. Municipi de Kocherinovo (ciutat principal: Kocherinovo)
5. Municipi de Kyustendil (ciutat principal: Kyustendil)
6. Municipi de Nevestino (vila principal: Nevestino)
7. Municipi de Rila (ciutat principal: Rila)
8. Municipi de Sapareva Banya (ciutat principal: Sapareva Banya)
9. Municipi de Treklyano (vila principal: Treklyano)

## Província de Lòvetx
1. Municipi d'Apriltsi (ciutat principal: Apriltsi)
2. Municipi de Letnitsa (ciutat principal: Letnitsa)
3. Municipi de Lòvetx (ciutat principal: Lòvetx)
4. Municipi de Lukovit (ciutat principal: Lukovit)
5. Municipi de Teteven (ciutat principal: Teteven)
6. Municipi de Troian (ciutat principal: Troian)
7. Municipi de Ugartxin (ciutat principal: Ugartxin)
8. Municipi de Iablanitsa (ciutat principal: Iablanitsa)

## Província de Montana
1. Municipi de Berkovitsa (ciutat principal: Berkovitsa)
2. Municipi de Boychinovtsi (ciutat principal: Boychinovtsi)
3. Municipi de Brusartsi (ciutat principal: Brusartsi)
4. Municipi de Txiprovtsi (ciutat principal: txiprovtsi)
5. Municipi de Georgui Damiànovo (vila principal: Gueorgui Damiànovo)
6. Municipi de Lom (ciutat principal: Lom)
7. Municipi de Medkovets (vila principal: Medkovets)
8. Municipi de Montana (ciutat principal: Montana (Mon)
9. Municipi de Valchedram (ciutat principal: Valchedram)
10. Municipi de Varshets (ciutat principal: Varshets)
11. Municipi de Yakimovo (vila principal: Yakimovo)

## Província de Pàzardjik
1. Municipi de Batak (ciutat principal: Batak)
2. Municipi de Belovo (ciutat principal: Belovo)
3. Municipi de Bratsigovo (ciutat principal: Bratsigovo)
4. Municipi de Lesichovo (vila principal: Lesichovo)
5. Municipi de Panagyurishte (ciutat principal: Panagyurishte)
6. Municipi de Pazardzhik (ciutat principal: Pazardzhik)
7. Municipi de Peshtera (ciutat principal: Peshtera)
8. Municipi de Rakitovo (ciutat principal: Rakitovo)
9. Municipi de Sarnitsa (ciutat principal: Sarnitsa)
10. Municipi de Septemvri (ciutat principal: Septemvri)
11. Municipi de Strelcha (ciutat principal: Strelcha)
12. Municipi de Velingrad (ciutat principal: Velingrad)

## Província de Pèrnik
1. Municipi de Breznik (ciutat principal: Breznik)
2. Municipi de Kovachevtsi (vila principal: Kovachevtsi)
3. Municipi de Pernik (ciutat principal: Pernik)
4. Municipi de Radomir (ciutat principal: Radomir)
5. Municipi de Tran (ciutat principal: Tran)
6. Municipi de Zemen (ciutat principal: Zemen)

## Província de Pleven
1. Municipi de Belene (ciutat principal: Belene)
2. Municipi de Cherven Bryag (ciutat principal: Cherven Bryag)
3. Municipi de Dolna Mitropoliya (ciutat principal: Dolna Mitropoliya)
4. Municipi de Dolni Dabnik (ciutat principal: Dolni Dabnik)
5. Municipi de Gulyantsi (ciutat principal: Gulyantsi)
6. Municipi d'Iskar (ciutat principal: Iskar)
7. Municipi de Knezha (ciutat principal: Knezha)
8. Municipi de Levski (ciutat principal: Levski)
9. Municipi de Nikopol (ciutat principal: Nikopol)
10. Municipi de Pleven (ciutat principal: Pleven)
11. Municipi de Pordim (ciutat principal: Pordim)

## Província de Plòvdiv
1. Municipi d'Assenovgrad (ciutat principal: Assènovgrad)
2. Municipi de Brezovo (ciutat principal: Brezovo)
3. Municipi de Hissaria (ciutat principal: Hissaria)
4. Municipi de Kaloiànovo (vila principal: Kaloiànovo)
5. Municipi de Karlovo (ciutat principal: Karlovo)
6. Municipi de Kritxim (ciutat principal: Kritxim)
7. Municipi de Kuklen (ciutat principal: Kuklen)
8. Municipi de Laki (ciutat principal: Laki)
9. Municipi de Maritsa (ciutat administrativa: Plòvdiv)
10. Municipi de Parvomai (ciutat principal: Parvomay)
11. Municipi de Peruixtitsa (ciutat principal: Peruixtitsa)
12. Municipi de Plòvdiv (ciutat principal: Plòvdiv)
13. Municipi de Rakovski (ciutat principal: Rakovski)
14. Municipi de Rodopi (ciutat administrativa: Plòvdiv)
15. Municipi de Sadovo (ciutat principal: Sadovo)
16. Municipi de Saedinenie (ciutat principal: Saedinenie)
17. Municipi de Sopot (ciutat principal: Sopot)
18. Municipi de Stamboliski (ciutat principal: Stamboliski)

## Província de Ràzgrad
1. Municipi d'Isperih (ciutat principal: Isperih)
2. Municipi de Kubrat (ciutat principal: Kubrat)
3. Municipi de Loznitsa (ciutat principal: Loznitsa)
4. Municipi de Ràzgrad (ciutat principal: Ràzgrad)
5. Municipi de Samuil (vila principal: Samuil)
6. Municipi de Tsar Kaloyan (ciutat principal: Tsar Kaloyan)
7. Municipi de Zavet (ciutat principal: Zavet)

## Província de Russe
1. municipi de Borovo (ciutat principal: Borovo)
2. municipi de Byala (ciutat principal: Byala)
3. Municipi de Dve Mogili (ciutat principal: Dve Mogili)
4. Municipi de Ivanovo (vila principal: Ivanovo)
5. Municipi de Ruse (ciutat principal: Ruse)
6. Municipi de Slivo Pole (ciutat principal: Slivo Pole)
7. Municipi de Tsenovo (vila principal: Tsenovo)
8. Municipi de Vetovo (ciutat principal: Vetovo)

## Província de Silistra
1. Municipi de Alfatar (ciutat principal: Alfatar)
2. Municipi de Dulovo (ciutat principal: Dulovo)
3. Municipi de Glavinitsa (ciutat principal: Glavinitsa)
4. Municipi de Kaynardzha (vila principal: Kaynardzha)
5. Municipi de Silistra (ciutat principal: Silistra)
6. Municipi de Sitovo (vila principal: Sitovo)
7. Municipi de Tútrakan (ciutat principal: Tútrakan)

## Província de Sliven
1. Municipi de Kotel (ciutat principal: Kotel)
2. Municipi de Nova Zagora (ciutat principal: Nova Zagora)
3. Municipi de Sliven (ciutat principal: Sliven)
4. Municipi de Tvarditsa (ciutat principal: Tvarditsa)

## Província de Smolian
1. Municipi de Banite (vila principal: Banite)
2. Municipi de Borino (vila principal: Borino)
3. Municipi de Chepelare (ciutat principal: Chepelare)
4. Municipi de Devin (ciutat principal: Devin)
5. Municipi de Dospat (ciutat principal: Dospat)
6. Municipi de Madan (ciutat principal: Madan)
7. Municipi de Nedelino (ciutat principal: Nedelino)
8. Municipi de Rudozem (ciutat principal: Rudozem)
9. Municipi de Smolyan (ciutat principal: Smolyan)
10. Municipi de Zlatograd (ciutat principal: Zlatograd)

## Província de Sofia-Ciutat
1. Municipi de Banite (vila principal: Banite)
2. Municipi de Borino (vila principal: Borino)
3. Municipi de Chepelare (ciutat principal: Chepelare)
4. Municipi de Devin (ciutat principal: Devin)
5. Municipi de Dospat (ciutat principal: Dospat)
6. Municipi de Madan (ciutat principal: Madan)
7. Municipi de Nedelino (ciutat principal: Nedelino)
8. Municipi de Rudozem (ciutat principal: Rudozem)
9. Municipi de Smolyan (ciutat principal: Smolyan)
10. Municipi de Zlatograd (ciutat principal: Zlatograd)

## Província de Sofia
1. Municipi de Anton (vila principal: Anton)
2. Municipi de Botevgrad (ciutat principal: Botevgrad)
3. Municipi de Bozhurishte (ciutat principal: Bozhurishte)
4. Municipi de Chavdar (vila principal: Chavdar)
5. Municipi de Chelopech (vila principal: Chelopech)
6. Municipi de Dolna Banya (ciutat principal: Dolna Banya)
7. Municipi de Dragoman (ciutat principal: Dragoman)
8. Municipi de Elin Pelin (ciutat principal: Elin Pelin)
9. Municipi de Etropole (ciutat principal: Etropole)
10. Municipi de Godech (ciutat principal: Godech)
11. Municipi de Gorna Malina (vila principal: Gorna Malina)
12. Municipi de Ihtiman (ciutat principal: Ihtiman)
13. Municipi de Koprivshtitsa (ciutat principal: Koprivshtitsa)
14. Municipi de Kostenets (ciutat principal: Kostenets)
15. Municipi de Kostinbrod (ciutat principal: Kostinbrod)
16. Municipi de Mirkovo (vila principal: Mirkovo)
17. Municipi de Pirdop (ciutat principal: Pirdop)
18. Municipi de Pravets (ciutat principal: Pravets)
19. Municipi de Samokov (ciutat principal: Samokov)
20. Municipi de Slivnitsa (ciutat principal: Slivnitsa)
21. Municipi de Svoge (ciutat principal: Svoge)
22. Municipi de Zlatitsa (ciutat principal: Zlatitsa)

## Província de Stara Zagora
1. Municipi de Bratya Daskalovi (vila principal: Bratya Daskalovi)
2. Municipi de Chirpan (ciutat principal: Chirpan)
3. Municipi de Galabovo (ciutat principal: Galabovo)
4. Municipi de Gurkovo (ciutat principal: Gurkovo)
5. Municipi de Kazanlak (ciutat principal: Kazanlak)
6. Municipi de Maglizh (ciutat principal: Maglizh)
7. Municipi de Nikolaevo (ciutat principal: Nikolaevo)
8. Municipi de Opan (vila principal: Opan)
9. Municipi de Pavel Banya (ciutat principal: Pavel Banya)
10. Municipi de Radnevo (ciutat principal: Radnevo)
11. Municipi de Stara Zagora (ciutat principal: Stara Zagora)

## Província de Targòvixte
1. Municipi de Antonovo (ciutat principal: Antonovo)
2. Municipi de Omurtag (ciutat principal: Omurtag)
3. Municipi de Opaka (ciutat principal: Opaka)
4. Municipi de Popovo (ciutat principal: Popovo)
5. Municipi de Targovishte (ciutat principal: Targovishte)

## Província de Varna
1. Municipi de Aksakovo (ciutat principal: Aksakovo)
2. Municipi de Avren (vila principal: Avren)
3. Municipi de Beloslav (ciutat principal: Beloslav)
4. Byala (ciutat principal: Byala)
5. Municipi de Dalgopol (ciutat principal: Dalgopol)
6. Municipi de Devnya (ciutat principal: Devnya)
7. Municipi de Dolni Chiflik (ciutat principal: Dolni Chiflik)
8. Municipi de Provadiya (ciutat principal: Provadiya)
9. Municipi de Suvorovo (ciutat principal: Suvorovo)
10. Municipi de Valchi Dol (ciutat principal: Valchi Dol)
11. Municipi de Varna (ciutat principal: Varna)
12. Municipi de Vetrino (vila principal: Vetrino)

## Província de Veliko Tàrnovo
1. Municipi de Elena (ciutat principal: Elena)
2. Municipi de Gorna Oryahovitsa (ciutat principal: Gorna Oryahovitsa)
3. Municipi de Lyaskovets (ciutat principal: Lyaskovets)
4. Municipi de Pavlikeni (ciutat principal: Pavlikeni)
5. Municipi de Polski Trambesh (ciutat principal: Polski Trambesh)
6. Municipi de Strazhitsa (ciutat principal: Strazhitsa)
7. Municipi de Suhindol (ciutat principal: Suhindol)
8. Municipi de Svishtov (ciutat principal: Svishtov)
9. Municipi de Veliko Tarnovo (ciutat principal: Veliko Tarnovo)
10. Municipi de Zlataritsa (ciutat principal: Zlataritsa)

## Província de Vidin
1. Municipi de Belogradtxik (ciutat principal: Belogradtxik)
2. Municipi de Bòinitsa (vila principal: Bòinitsa)
3. Municipi de Brègovo (ciutat principal: Brègovo)
4. Municipi de Txuprene (vila principal: Txuprene)
5. Municipi de Dímovo (ciutat principal: Dímovo)
6. Municipi de Gramada (ciutat principal: Gramada)
7. Municipi de Kula (ciutat principal: Kula)
8. Municipi de Màkreix (vila principal: Màkreix)
9. Municipi de Novo Selo (vila principal: Novo Selo)
10. Municipi de Rújintsi (vila principal: Rújintsi)
11. Municipi de Vidin (ciutat principal: Vidin)

## Província de Vratsa
1. Municipi de Borovan (vila principal: Borovan)
2. Municipi de Byala Slatina (ciutat principal: Byala Slatina)
3. Municipi de Hayredin (vila principal: Hayredin)
4. Municipi de Kozloduy (ciutat principal: Kozloduy)
5. Municipi de Krivodol (ciutat principal: Krivodol)
6. Municipi de Mezdra (ciutat principal: Mezdra)
7. Municipi de Miziya (ciutat principal: Miziya)
8. Municipi de Oryahovo (ciutat principal: Oryahovo)
9. Municipi de Roman (ciutat principal: Roman)
10. Municipi de Vratsa (ciutat principal: Vratsa)

## Província de Xumen
1. Municipi de Hitrino (vila principal: Hitrino)
2. Municipi de Kaolinovo (ciutat principal: Kaolinovo)
3. Municipi de Kaspichan (ciutat principal: Kaspichan)
4. Municipi de Nikola Kozlevo (vila principal: Nikola Kozlevo)
5. Municipi de Novi Pazar (ciutat principal: Novi Pazar)
6. Municipi de Xumen (ciutat principal: Xumen)
7. Municipi de Smyadovo (ciutat principal: Smyadovo)
8. Municipi de Varbitsa (ciutat principal: Varbitsa)
9. Municipi de Veliki Preslav (ciutat principal: Veliki Preslav)
10. Municipi de Venets (vila principal: Venets)